# Tulle
Tulle (occitanska: Tula) är en stad och kommun i departementet Corrèze i regionen Nouvelle-Aquitaine i de centrala delarna av Frankrike. Kommunen är chef-lieu för 2 kantoner och för arrondissementet Tulle. År 2022 hade Tulle 13 602 invånare. Staden har gett namn åt tyget tyll.

## Befolkningsutveckling
Antalet invånare i kommunen Tulle
Referens:INSEE

## Kända personer
François Hollande, Frankrikes tidigare president, var tidigare borgmästare i Tulle.
Laurent Koscielny, fotbollsspelare i Arsenal och franska landslaget